# SNOMED CT
The International Health Terminology Standards Development Organisation는 SNOMED CT를 약자(acronym)보다는 브랜드 명칭(brand name)으로 간주한다. 예전에 SNOMED는 Systematized Nomenclature Of Medicine의 약자였으나, SNOMED가 CTV3(Clinical Terms Version 3)와 합쳐져 SNOMED Clinical Terms(SNOMED CT)라고 불리는 통합된 제품이 되면서 그 의미는 없어졌다.
SNOMED CT 또는 SNOMED Clinical Terms는 임상 문서와 보고서에 사용되는 코드와 용어와 동의어, 정의를 제공하는, 체계적으로 구조화되어 전산적으로 처리가능한 의학용어(medical term)의 집합이다. SNOMED CT는 국제적으로 가장 포괄적이며 다중언어를 지원하는 임상 헬스케어 용어체계로 간주된다. SNOMED CT의 일차적인 목적은 환자 치료를 향상시키기 위한 목적으로 건강 정보에서 사용되는 의미를 코드화하고 효과적인 임상 기록을 지원하는 것이다. SNOMED CT는 전자건강기록(electronic health records)을 위한 핵심이 되는 일반적인 용어체계를 제공한다. SNOMED CT는 다음을 포괄한다 : 임상소견(clinical findings)과 증상(symptoms), 진단(diagnoses), 처치(procedures), 신체구조(body structures), 유기체(organisms)와 기타 병인(other etiologies), 물질(substances), 약재(pharmaceuticals), 기기(devices), 검체(specimens).
SNOMED CT는 영국 런던에 위치한 국제 비영리 표준개발기구인 SNOMED International에서 관리 및 배포하고 있다. SNOMED International은 2007년 설립된 International Health Terminology Standards Development Organisation (IHTSDO)의 상호이다.
SNOMED CT는 일관된 정보의 교환을 위해 제공되며, 상호운용가능한 전자건강기록의 기반이 된다. SNOMED CT는 진료환경에 따라 임상 데이터의 색인, 저장, 검색, 수집을 위한 일관된 방법을 제공한다. 또한 환자에 대한 임상 진료와 연구에서 데이터가 수집과 코드화, 사용되는 방식에 따른 다양한 변이를 줄임으로써 전자건강기록의 콘텐츠를 조직화하는데 도움을 준다. SNOMED CT는 전자건강기록 내의 개인들의 임상 내역들을 직접 기록하는데 사용될 수 있다. 또한 정보가 제공된 상태에서 의사결정을 용이하게하고 장기환자치료를 지원하기 위해서 사용자에게 수많은 임상치료경로(clinical care pathway)와 공유치료계획(shared care plans), 기타 지식자원에 연결시켜준다. 임상 기록을 코드화하기 위해 순서화된 SNOMED CT 용어 목록을 반환할 수 있는 무상의 자동화된 코딩도구들과 서비스들의 이용할 수 있다면, 보건의료 전문가들이 용어체계를 검색하는데 도움을 줄 수 있을 것이다.
SNOMED CT는 다른 국제표준과 분류체계과의 상호매핑을 할 수 있는 용어체계이다. 국제배포판을 보완하는 특정 언어 배포판을 사용할 수 있는데, 여기에는 번역뿐만 아니라 추가적인 국가 용어들을 포함할 수 있다. 예를 들어, 호주에서 2009년 12월부터 릴리즈된 SNOMED CT-AU는 SNOMED CT의 국제배포판을 근간으로 하지만, 임상적으로 그리고 기술적으로 호주에 유일한 단어들과 아이디어들을 포함한다.

## 역사
SNOMED는 1965년에 Systematized Nomenclature of Pathology (SNOP)로 시작되었고 더 개발되어 논리기반의 헬스케어 용어체계가 되었다.
SNOMED CT는 1999년에 2개의 커다란 용어체계의 합병과 확장, 재구조화를 통해 만들어졌다: College of American Pathologists (CAP)에서 개발한 SNOMED Reference Terminology (SNOMED RT)와 영국의 National Health Service(NHS)에서 개발한 Clinical Terms Version 3 (CTV3) (이전에는 Read codes로 알려져있었음). 최종 제품은 2002년 1월에 배포되었다.
SNOMED의 역사적인 강점은 의학적 전문성을 보장하는 것이었다. 120,000개 이상의 개념을 가진 SNOMED RT는 여러 기관들과 개인들이 기록한 병리학적 데이터의 통합과 검색을 위한 공통의 참조용어체계로서 제공되도록 설계되었다. CTV3의 강점은 일반적인 실무용 용어체계라는 것이었다. 200,000개의 상호연관된 개념들을 가진 CTV3는 개개인의 환자중심 기록에서 1차 의료에 대한 구조화된 정보를 저장하기 위해 사용되었다.
 현재 SNOMED CT는 311,000개 이상의 현재 사용되는 개념를 포함하고 있으며 전자건강기록(EHR)을 위한 핵심적이며 보편적인 용어체계이다.
2003년 7월에 미국 HHS를 대신하여 National Library of Medicine (NLM)은 미국 사용자들이 National Library of Medicine's Unified Medical Language System UMLS Metathesaurus를 통해서 SNOMED CT를 무상으로 사용하도록 미국병리학회와 합의하였다. NLM 협의팀은 Betsy Humphreys가 리더였으며, NLM에 핵심 SNOMED CT(스페인어와 영어)와 지속적인 업데이트에 대한 영구적인 라이센스를 제공하는 계약을 하였다.
2007년 4월에 SNOMED CT 지적재산권이 SNOMED CT의 국제적 도입과 사용을 촉진하기 위해, CAP에서 International Health Terminology Standards Development Organisation (IHTSDO)로 이전되었다.지금은 SNOMED International로 상호가 변경되었으며, 이 기관이 국제적으로 "SNOMED CT의 지속적인 유지 및 개발, 품질보장, 배포"에 대한 책임을 지고 있으며,회원은 수많은 세계를 선도하는 e헬스 국가들과 지역들로 구성되어있으며, 국가들은 다음과 같다: 아르헨티나, 호주, 벨기에, 브루나이, 캐나다, 체코 공화국, 칠레, 덴마크, 에스토니아, 홍콩, 아이스랜드, 인도, 아일랜드, 이스라엘, 리투아니아, 말레이시아, 말타, 네덜랜드, 뉴질랜드, 노르웨이, 폴란드, 포루투갈, 싱가폴, 슬로바키아 공화국, 슬로베니아 공화국, 스페인, 스웨덴, 스위스, 영국, 미국, 우루과이.
SNOMED CT는 다중 국가 및 언어를 지원하는 용어체계이며, 상이한 언어와 지역언어들을 관리할 수 있다. SNOMED CT는 현재 미국 영어, 영국 영어, 스페인어, 덴마크어, 스웨덴어로 사용가능하며, 다른 언어로 번역이 진행되고 있고, 프랑스어와 독일어는 거의 완료되었다. SNOMED CT는 ICD-9-CM과 ICD-10, ICD-O-3, ICD-10-AM, LOINC, OPCS-4와 같은 다른 용어체계들과의 상호매핑이 되어있다. 이것은 ANSI와 DICOM, HL7, ISO 표준을 지원한다. SNOMED CT는 World Health Organization (WHO)와 공동프로젝트인 온톨로지 기반의 [ICD-11]] 개발에서 사용되고 있다.
한국은 2020년 8월 SNOMED International의 39번째 국가 회원이 되었고, 한국보건의료정보원이 국가배포센터(NRC, National Release Center)로 지정되었다.

## 구조
SNOMED CT는 4개의 기본적인 핵심 컴포넌트들로 구성된다:
1. Concept Codes – 임상 용어들을 식별하는 숫자로된 코드들이며, primitive 또는 fully defined로 구분되어 계층구조에 구조화되어 있음
2. Descriptions – Concept Codes의 문자열
3. Relationships – 관련된 의미를 갖는 Concept Codes 간의 관계
4. Reference Sets – Concepts 또는 Descriptions을 그룹으로 묶어 세트로 만드는데 사용되며, 참조세트와 다른 분류체계나 표준에 상호매핑하는 것을 포함함.[16]

SNOMED CT "Concepts"는 헬스케어 절차를 특징지우고 기록할 필요있는 모든 것을 범주화하는 표현의 단위이다. 2020년 SNOMED CT는 352,000개 이상의 개념을 포함하며, 유일한 concept ID로 식별된다. 예를 들어 concept 22298006는 Myocardial infarction(심근경색)을 참조한다. 모든 SNOEMD CT concepts는 비순환 분류학적 계층구조(is-a)로 조직화되어 있다; 예를 들어 Viral pneumonia(바이러스 폐렴) IS-A Infectious pneumonia(감염성 폐렴) IS-A Pneumonia(폐렴) IS-A Lung disease(폐질환). Concepts는 다중의 부모를 갖을 수 있는데, 예를 들어, Infectious pneumonia(감염성 폐렴)은 Lung disease(폐질환) 뿐만 아니라 Infectious disease(감염성 질환)의 자식이다. 분류학적 구조는 데이터가 저장될 수 있고, 이후에 상이한 수준의 통합방식으로 접근될 수 있도록 한다. SNOMED CT concepts는 3,040,000개 이상의 'relationships'라고 불리는 링크들로 연결되어 있다.
Concepts는 Descriptions라 불리는 다양한 임상 용어들 또는 문단들로 기술될 수 있는데, 이들은 Fully Specified Names(완전히 명시된 명칭) (FSNs), 그리고 Preferred Terms(선호용어) (PTs), Synonyms(동의어)로 나뉜다. 각 Concepts는 SNOMED CT 전체에서 정확히 1개의 유일한 FSN를 가진다. 추가로 이것은 정확히 1개의 PT를 가지는데, 임상의의 그룹이 해당 concept의 의미를 표현하는 가장 공통된 방식이 되도록 PT를 결정한다. 이것은 synonym이 없거나 또는 많은 수의 synonyms를 가질 수 있다. Synonyms는 해당 concept를 참조하는 추가적인 용어들과 문단들이다. 그것들은 유일하거나 명확할 필요는 없다.

### SNOMED CT의 기반인 정규 모델

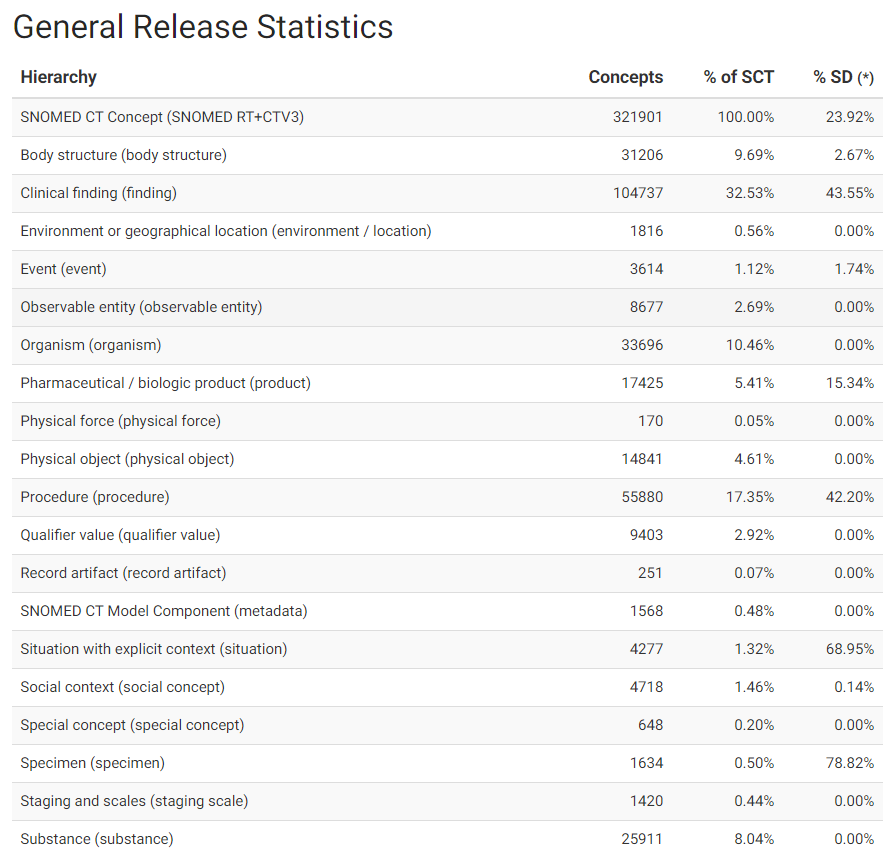
SNOMED CT 통계 (2016년 11월). SD는 sufficiently defined의 약자.

SNOMED CT는 온톨로지 기반을 갖는 다중언어 시소러스로 특징지워질 수 있다. 시소러스같은 특징은 컨셉-용어 관계인데, 예를 들어, concept 82272006에 대해서 동의어 descriptions는 "Acute coryza", "Acute nasal catarrh", "Acute rhinitis", "Common cold" (그리고 스페인로 "resfrío común"와 "rinitis infecciosa")이다.
온톨로지적인 부분을 상세히보면, SNOMED CT는 (ICD와 같은 전형적인 통계적인 분류체계와 반대로 광범위한 클래스들의 중첩을 갖는) 클래스 계층이다. 이것은 SNOMED CT concept 82272006이 "common cold(감기)"에 대한 기준과 일치하는 모든 개별 질환 인스턴스의 클래스를 정의한다는 것을 의미한다 (예, 한 환자가 기록에 "head cold"라고 적혀있거나 또 다른 기록에 "Acute corynza"라고 적혀있을 수도 있는데, 두 개 모두 "common cold"의 인스턴스로 찾을 수 있다). 수퍼클래스 (IS-A) 관계는 멤버들을 포함한다는 의미에서 클래스들을 연결시킨다. 즉, 모든 개별적인 "cold-processes"는 또한 바이러스성 상기도감염(그림)과 같이 클래스 Common cold의 모든 상위클래스에 포함된다.

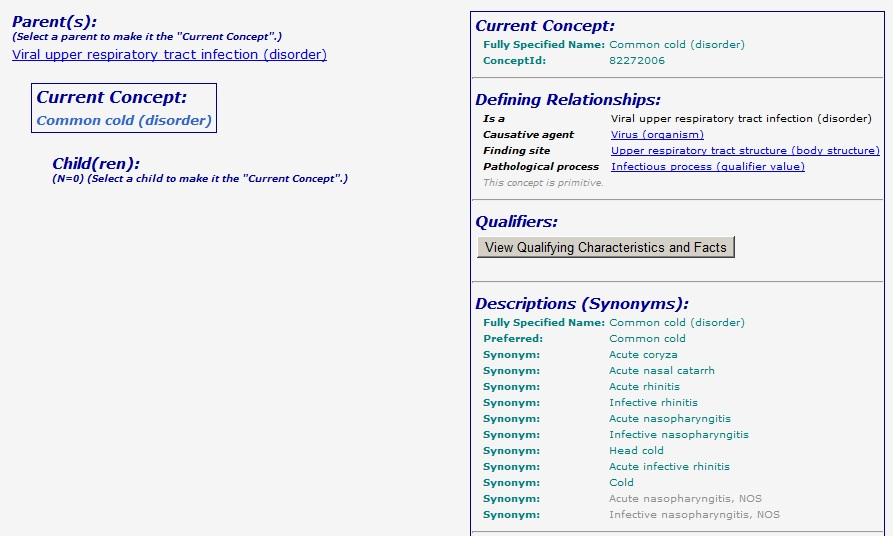
SNOMED CT의 primitive concept으로써 Common cold

SNOMED CT의 관계형 문장(relational statements)은 finding site과 due to 등과 같은 적은 수의 (linkage concepts라는) 관계타입인 Relationx을 갖는 Concept1 – Relationx – Concept2의 기본적인 세 쌍의 형태이다. 이 세 쌍의 해석은 (함축적으로) 단순 Description logic (DL)의 의미론을 기반으로 하는데, 예를 들어, 세 쌍 Common Cold(감기) – causative agent(병인) – Virus(바이러스)은 일차술어논리(first-order) 표현과 일치한다.

forall x: instance-of (x, Common cold) -> exists y: instance-of (y, Virus) and causative-agent (y, x)

또는 더 직관적인 DL 표현

Common cold subClassOf causative-agent some Virus

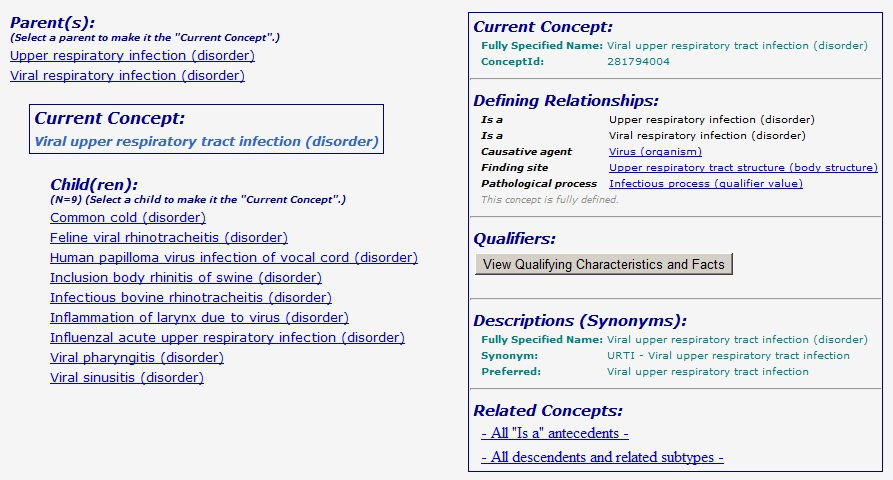
SNOMED CT 내에 정의된 개념으로써 Viral upper respiratory tract infection(바이러스성 상기도감염)

Common cold(감기) 예에서, concept description은 "primitive"이며, 이것은 각 인스턴스에 대해서 만족해야하는 필요(necessary) 기준은 주어졌지만 Common cold의 인스턴스로 질환이 분류하는데 충분하지는(sufficient) 않다는 것을 의미한다. 반대로 Viral upper respiratory tract infection(바이러스성 상기도감염)은 다음과 같이 기술논리적으로 fully defined concept(완전히 정의된 개념)로 표현되었음을 보여준다:
```
 
Viral upper respiratory tract infection
 equivalentTo
 	
Upper respiratory infection
 and 
Viral respiratory infection
 and
 		
Causative-agent
 some 
Virus
 and
 		
Finding-site
 some 
Upper respiratory tract structure
 and
 		
Pathological-process
 some 
Infectious process
```

이것은 모든 정의적 기준을 만족하는 각각 그리고 모든 개별 질환은 바이러스성 상기도감염의 인스턴스로 분류될 수 있다는 것이다.

### 기술논리
2011년, SNOMED CT 컨텐츠를 EL++ 정규식의 하위세트로 제한하고, 다음의 연산자로 제한했다:
- Top, bottom
- Primitive roles and concepts with asserted parent(s) for each
- Concept definition and conjunction but NOT disjunction or negation
- Role hierarchy but not role composition
- Domain and range constraints
- Existential but not universal restriction
- A restricted form of role inclusion axiom (xRy ^ ySz => xRz)
- 논리는 가까운 미래에 General Concept Inclusion Axioms를 포함하도록 확장될 것이다.

모델링을 이해하기 위해서, concept의 stated view과 inferred view를 보는 것 또한 중요하다. State view를 더 살펴보면, SNOMED CT는 과거에 "proximal parent" 접근법이라고 하는 모델링 접근법을 사용했다. 2015년 이후, "proximal primitive parent"라는 더 우수한 접근법이 도입되었다.

### 선조합과 후조합
SNOMED CT는 SNOMED CT concepts에 의해 명시적으로 표현될 수 없는 임상 아이디어들을 표현하는 표현식을 생성하는데 사용될 수 있는 compositional syntax를 제공한다.
예를 들어, "third degree burn of left index finger caused by hot water (뜨거운 물에 의해 발생한 좌측 검지손가락의 3도 화상)"를 위한 명시적인 개념은 없다. 하지만 compositional syntax를 사용해서 다음과 같이 표현할 수 있다
```
284196006 | burn of skin | :
   116676008 | associated morphology | = 80247002 | third degree burn injury |
 , 272741003 | laterality | = 7771000 | left |
 , 246075003 | causative agent | = 47448006 | hot water |
 , 363698007 | finding site | = 83738005 | index finger structure
```

이러한 표현식을 'postcoordinated(후조합)'이라고 한다. 후조합은 SNOMED CT 내의 수많은 fully defined concepts를 만들어야 하는 요구를 피할 수 있도록 한다. 그러나 많은 시스템들은 precoordinated(선조합) 표현만을 허용한다. 기반이 되는 기술논리를 고려해서 효율적으로 표현식을 처리할 수 있는 적절한 알고리즘을 사용하여 후조합 표현식의 안정적인 분석 및 비교가 가능하다.
주요 전자건강기록(EHRs)은 IHTSDO와 다른 표준기구에 반복적으로 후조합 표현식의 "복잡도"에 대해서 불만을 제기하고 있다.
예를 들어, 위의 후조합된 표현식은 표준적인 룰을 이용해서 유사한 개념들과 비교가 가능한 다음의 "normal form expression(정규표현식)"으로 전환할 수 있다.
```
64572001 | disease | :
   246075003 | causative agent | = 47448006 | hot water |
 , 363698007 | finding site | = ( 83738005 | index finger structure | : 272741003 | laterality | = 7771000 | left | )
 , { 116676008 | associated morphology | = 80247002 | third degree burn injury |
 , 363698007 | finding site | = 39937001 | skin structure | }
```

### 수의학 컨텐츠
SNOMED CT의 국제배포판에는 사람과 관련된 용어들과 포함한다. 2014년에 명확하게 수의학 개념들은 SNOMED CT 수의학 확장판으로 이전되었다. 이 확장판은 Virginia Tech의 Va-Md College of Veterinary Medicine에 있는 Veterinary Terminology Services Lab에서 관리한다.

### 알려진 결함 및 완화 전략
SNOMED 초기 버전들은 시맨틱 축에 의해 순서가 정해지는 구조를 가지고 있었는데, 이것은 상이한 코드들의 조합으로 코드를 만드는 복잡한 환경을 필요했다. 이것은 두 개의 큰 약점을 가지고 있었는데, 한가지 약점은 후조합의 필요성이 사용자에 친화적이지 못한 장애물로 인식되어, 초기 SNOMED 버전들의 낮은 도입에 어느정도 기여하였다. 다른 약점은 일관된 코딩이 어려웠는데, 예를 들어, Acute appendicitis(급성충수돌기염)은 의미론적 동치를 계산할 수 있는 방법이 없는 세 가지의 다른 방식으로 후조합이 될 수 있었다. SNOEMD RT는 기술논리 공식을 도입함으로써 이 문제를 해결했다. CTV3의 추가로 수많은 개념들이 정규표현식을 이용해서 재정의되었다. 하지만 사용자와 친밀한, 많은 descriptions를 가지고 역사적으로 성장한 CTV3와의 융합은 여전히 SNOMED CT에 영향을 주고있는 몇몇 문제점들이 생겨났다. 다량의 다중상속을 갖는 많은 계층단계들의 혼란스런 분류학적 구조(예. Acute appendicitis는 36개의 분류학적 조상이 있다)에 더해서, 모호하고, 문맥 의존적인 많은 개념들이 그들의 방식으로 SNOMED CT에서 발견된다. 선조합은 때때로 극단적으로 추진되었는데, 예를 들어 머리에서 발견되는 350개의 서로 다른 화상과 관련된 개념이 존재한다.
SNOMED CT의 부분을 특징지우는 현상은 소위 epistemic intrusion(전염성 침투)이다. 원칙적으로 용어체계 (그리고 심지어 온톨로지)의 임무는 문맥에 자유로운 용어 및 클래스 의미를 제공하는 것으로 제한되어야한다. 이러한 표현 단위의 문맥화는 이상적으로는 정보모델의 임무가 되어야 한다. 사람의 언어는, Ectopic pregnancy(자궁외 임신) vs Suspected pregnancy(임신한 것 같음)와 같이 마치 우리가 범주화된 명확한 엔터티들을 나타내기위해서 유사한 표현을 문법적으로 사용하는 것처럼, 방향을 잘못찾아가고 있다. 첫번째 것은 진짜 임신을 말하지만, 두번째 것은 (불확실한) 정보의 한 조각이다. SNOMED CT에서 대부분의 (그러나 전부는 아닌) 이러한 문맥 의존적인 개념들은 Situation with explicit context의 하위계층에 집중되어있다. 이러한 개념들을 배제하지 못하는 중요한 이유는 현 상태에서 정보모델이 구현되어 있지 않아, 많은 경우에 SNOMED CT가 정보모델의 기능을 담당하고 있기 때문이다.
IHTSDO의 설립과 함께, SNOMED CT는 더 많은 사람들이 사용하게 되었다. 용어체계의 상태에 대한 비판은 수많은 실질적인 약점에 의해 발생될 뿐만 아니라 품질보장방법의 부족에도 기인한다. 처음부터 IHTSDO는 그런 (또한 학문적인) 비판에 개방적이었다. 지난 몇 년간, 품질과 도구에 관해서는 상당한 진전이 있어왔다.
더 원칙적인 온톨로지적인 기반에 대한 필요성은 점진적으로 받아들여졌으며, 또한 기술논리 의미론에 대해서도 더 이해가 커졌다. Observables, disorder과 findings,, substance, organisms 등에 관한 우선순위 재설계가 공식화되었다. 번역 가이드라인 뿐만 아니라 컨텐츠 제출에 관한 가이드라인, 선조합 컨텐츠의 포함에 관한 전략이 상세화되었다. SNOMED CT의 "ontological commitment"(존재론적 개입)과 관련된 여전히 알려진 결함이 있는데, 예를 들어, 어떤 종류의 엔터티를 주어진 SNOMED CT 개념의 인스턴스인지 명확히 하는 것이다. 같은 용어는 질병 또는 질병을 가진 환자로 해석될 수 있는데, 예를 들어, Tumour(종양)은 조직의 과정이나 조각으로 표현될 수 있고 Allergy(알레르기)는 알레르기 반응 또는 단지 알레르기 성향으로 표현될 수 있다. 더 최근의 전략은 SNOMED CT 컨텐츠에서 모호성을 없애기 위해 타입이 지정된 상위레벨의 온톨로지들을 엄격하게 사용하는 것이다.
환자치료를 지원하기 위해 세계적으로 일상적인 사용에 대한 연구를 위한 SNOMED CT 채택이 증가로 더 큰 참여 커뮤니티가 생겨났다. 이것은 SNOMED CT 용어를 저작하는 것에 할당되는 자원의 증가 뿐만 아니라 SNOMED CT를 튼튼한 산업계에서 사용하는 표준이 되게 하는 협업의 증가로 이어지고 있으며, 이것은 구현을 지원하는 지식기반에 기여하는 수많은 소프트웨어 툴과 자료들의 개발의 증가로 이어지고 있다. SNOMED CT의 특별한 측면과 SNOMED CT의 구현에 집중하는 수많은 온라인 커뮤니티들이 또한 발달하고 있다.
이론적으로, 기술논리추론은 어떠한 새로운 후보 후조합표현식이 기존의 선조합 개념에 대해서 부모인지 선조인지 자식인지 다른 자손인지 의미론적으로 동치인지를 평가하는데 적용될 수 있다. 그러나 부분적으로 CTV3와의 통합의 지속적인 문제때문에, SNOMED는 여전히 발견이 안되는 의미론적으로 중복된 primitive와 defined concepts를 포함하고 있다. 추가적으로 많은 개념들이 primitive로 남아있지만, 그들의 의미론은 역시 시스템 내에 함께 존재하는 다른 primitives와 roles로 합법적으로 정의될 수 있다. 이러한 의미론적 컨텐츠의 생략과 실질적 또는 가능한 중복때문에, 포섭(subsumption) 또는 의미론적 동치(equivalence)를 추론하는 알고리즘의 실제 수행력은 예측하기 어려워 불완전하다.

### SNOMED CT 검증
일관된 룰을 사용하는 것은 SNOMED CT의 품질을 위해 중요하다. 2009년에 이를 위해 프로토타입의 Machine Readable Concept Model (MRCM)이 SNOMED CT 팀에 의해 만들어졌다. 추가적인 작업으로 이 모델은 SNOMED CT expression constraints를 활용하도록 개정되고 있다.

### SNOMED CT와 ICD
SNOMED CT는 임상적 목적에서 환자 데이터를 획득 및 표현하기 위해 설계된 임상 용어체계이다. [International Statistical Classification of Diseases and Related Health Problems]] (ICD)는 국제적으로 사용되는 medical classification(의학 분류체계) 시스템으로, 통계분석 및 역학, 보험금 청구, 자원 배치를 위한 진단코드 그리고 몇몇 국가에서의 수정판에서는 처치코드를 할당하는데 사용된다. 두 시스템들은 표준화된 정의를 사용하고, 전자건강기록(EHR) 시스템 내에서 사용되는 공통의 의학 언어를 만든다. SNOMED CT는 환자 진료 과정에서 EHR 시스템으로 정보가 입력되도록 하며, ICD는 이차적 목적을 위해 정보검색 또는 출력을 용이하게 한다.
|      | SNOMED CT                                    | ICD                                            |
| ---- | -------------------------------------------- | ---------------------------------------------- |
| 타입 | 용어체계 시스템                              | 분류체계 시스템                                |
| 목적 | 정보 입력                                    | 정보 출력                                      |
| 기능 | 일차 목적을 위해 임상 정보를 정의하고 기술함 | 이차 목적을 위해 임상 정보를 통합하고 범주화함 |

### SNOMED CT와 LOINC
LOINC는 검사실 검사를 포함하는 용어체계이다. 2017년부터, SNOMED CT International은 LOINC components를 위한 용어들을 만들기 시작했고, 수많은 LOINC 용어들의 의미를 획득하기 위해 SNOMED CT 표현식 세트를 만들었다.

## 사용
SNOMED CT는 수많은 다양한 방식으로 사용될 수 있는데, 그 중의 일부는 다음과 같다 :
- 헬스케어 제공에 필요한 상세수준에서 임상정보를 획득한다.
- 데이터 공유를 통해, 헬스케어 전문가의 새로운 진료 때마다 건강이력을 반복해서 전달해야할 필요성을 줄일 수 있다.
- 상이한 장소에서 다른 사람들에 의해 정보는 기록될 수 있고, 환자 기록 내에서 단순한 정보 관점으로 결합될 수 있다.
- 공통 용어체계의 사용은 정보의 해석이 달라질 가능성을 줄일 수 있다.
- 공통방식의 전자기록은 에러를 줄이고 모든 관련된 데이터의 기록에 있어 완성도를 보장하는데 도움이 될 수 있다.
- 표준화된 정보는 분석과 품질지원, 비용효과적인 실무작업, 연구, 임상 가이드라인 개발을 용이하게한다.
- 임상 용어체계는 헬스케어 제공자가 특정한 코드화된 정보를 기반으로 환자를 식별하고 더 효과적으로 스크리닝, 치료 및 추적관리를 하도록 한다.

### 유즈 케이스
더 구체적으로 다음의 샘플 컴퓨터 애플리케이션은 SNOMED CT를 사용한다 :
- 전자건강기록 시스템
- 오더입력시스템(Computerized Provider Order EntryCPOE) 예. 전자처방(E-Prescribing) 또는 검사실 오더입력시스템(Laboratory Order Entry)
- 임상 서비스 카타로그; 예, 진단 이미지(Diagnostic Imaging procedures)
- 임상 의사결정 시스템 (clinical decision support systems (CDSS)) 내에서 사용되는 지식 데이터베이스
- 원격 중환자실 모니터링
- 검사실 보고
- 응급의학과 차팅
- 암 보고
- 유전자 데이터베이스

### 액세스
SNOMED CT는 영국, 런던에 위치한 국제 비영리 표준개발기구인 SNOEMD CT International에서 관리 및 배포한다.
상품 시스템에서 SNOMED CT의 이용에는 라이센스를 필요로 하며, 두 가지 라이센스가 있다:
1. SNOMED International 내의 국가/지역 회원 (gross national product에 따라 부과).
2. 어필리에이트(Affiliate) 라이센스 (최종사용자의 수에 따름). LCDs (least developed countries(최빈개발도상국))는 사용료없이 SNOMED CT를 사용할 수 있다.

의료정보학 내의 과학연구를 위해서, 데모 및 평가 목적에서 SNOEMD CT 소스는 자유롭게 다운로드 받고 사용할 수 있다. 테이블 형태의 원본 SNOMED CT 소스는 합의에 동의한 Unified Medical Language System (UMLS)에 등록된 사용자들이 액세스할 수 있다. 많은 온라인과 오프라인 브라우저들을 사용할 수 있다.
SNOMED CT 사용에 대한 라이센스를 획득하고 다운로드하길 원하는 사람들은 IHTSDO 웹사이트 상에서 제공되는 링크인 해당 국가배포센터(National Release Centre)에 연락해야한다.

#### 라이센스가 없는 서브세트
SNOMED CT의 채택을 용이하게 하고 다른 표준에서 SNOMED CT의 사용을 위해서, 라이센스없는 서브세트가 있다. 예를 들어, (IHTSDO 회원 국가에 제한없이)DICOM 호환 소프트웨어 사용자는 7,314 코드와 용어들은 무료로 사용할 수 있다.

## Top level concepts
SNOMED CT 개념들은 (의약품-기기 결합 개념들을 예외로 하고) 전형적으로 단일 계층구조에 포함된다. 몇몇 계층구조는 정의된 개념 모델을 가지고 있다 (예. clinical findings). 다른 도메인들 (예. Organism, Substance, Qualifier value)에 대해서는 아직 정의된 개념 모델은 없다.
2016년 기준으로 Event 계층은 정의된 개념 모델을 가지고 있지 않다. 2006년에 'Clinical findings' 계층의 몇몇 개념들이 Event 계층으로 이전되었다. 그 개념들은 그것들의 속성들(attributes)을 유지했다 (예. causative agent)

### Observable entities
SNOMED International은 observable entities를 위한 개념 모델을 생성하는 작업을 하고 있다.

### Pharmaceutical / biologic product

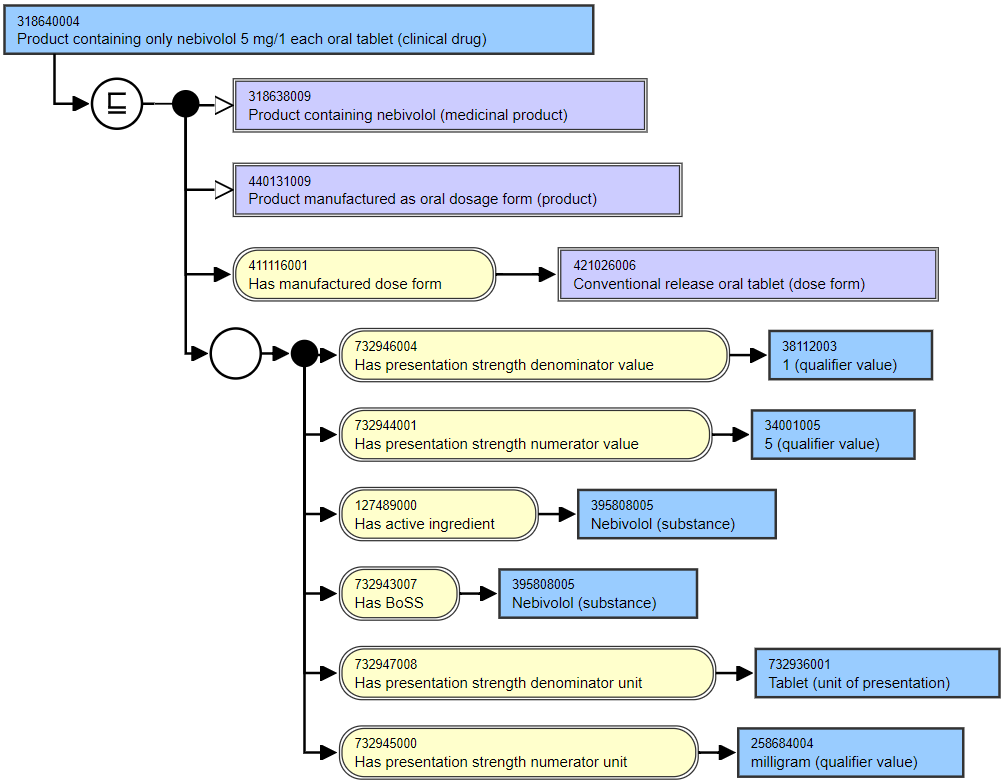
의약품 예제

Pharmaceutical and biologic products는 활성성분(active ingredient)과 용량표기(presentation strength), 용량의 기본이 되는 성분(basis of strength)의 구조를 사용하여 모델링되었다. 2018년부터 SNOMED CT 의약품 컨텐츠와 IDMP 표준과의 조정이 편집목표이다. 다음의 엔터티 타입이 존재한다:

#### Medicinal product
의약품을 그룹핑하는 고수준의 용어. 예, 398731002 | Product containing sulfamethoxazole and trimethoprim (medicinal product) |

#### Clinical Drug
임상 실무에서 사용되고 있는 구체적인 의약품을 표현하는 개념. 예, 317335000 | Product containing precisely esomeprazole 20milligram/1 each conventional release oral tablet (clinical drug)|

#### Dose Form
어떻게 의약품이 전달될지를 표현하는 개념. 예, 385219001 | Conventional release solution for injection (dose form) |.

## 같이 보기
- CDISC
- Clinical Care Classification System
- DOCLE
- EN 13606
- MEDCIN
- MedDRA
- Omaha System